# ジェラルド・ワッサーバーグ
ジェラルド・ワッサーバーグ（Gerald Joseph Wasserburg、1927年3月25日 - 2016年6月13日）は、アメリカ合衆国の地質学者である。ニュージャージー州ニューブランズウィック出身。

## 経歴
シカゴ大学で博士号を取得した。1959年からカリフォルニア工科大学で研究した。放射性元素の同位体比の測定精度を上げるなど、太陽系と、太陽系を構成する天体の起源と進化の理解に貢献した。原始太陽系における元素合成過程の終焉、惑星や月、隕石の生成の年代を確立した。
小惑星(4765) Wasserburg に命名された。

## 受賞歴
- 1969年: Group Achievement Award - アメリカ航空宇宙局 (NASA) の月の鉱物の研究に対して
- 1970年: アーサー・L・デイ・メダル（アメリカ地質学会）
- 1975年: レオナード・メダル（国際隕石学会）
- 1978年: V.M. Goldschmidt Award（国際地球化学会）
- 1981年: アーサー・L・デイ賞（全米科学アカデミー）
- 1985年: ウォラストン・メダル（ロンドン地質学会）
- 1986年: クラフォード賞 - クロード・アレグルとともに
- 1991年: 王立天文学会ゴールドメダル
- 2008年: ウィリアム・ボウイ・メダル（アメリカ地球物理学連合）